# Olaf Lindenbergh
Olaf Lindenbergh (ur. 6 lutego 1974 w Purmerend), piłkarz holenderski grający na pozycji defensywnego pomocnika w klubie FC Volendam.

## Kariera klubowa
Lindenbergh rozpoczynał karierę w amatorskim klubie ZOB, pochodzącego z jego rodzinnej miejscowości Purmerend. Potem trafił do szkółki Ajaksu Amsterdam, ale nie zdołał przebić się do składu pierwszoligowej drużyny i w 1994 roku trafił do De Graafschap. 1 listopada zadebiutował w Eerstedivisie wygranym 1:0 meczem z VVV Venlo. W tym samym sezonie awansował z klubem z Doetinchem do Eredivisie i na boiskach pierwszej ligi grał przez niespełna 5 sezonów rozgrywając dla tego klubu niemal 160 meczów ligowych i pucharowych oraz zdobywając 6 goli.
Zimą 2000 Lindenbergh znalazł się w kęgu zainteresowań kierownictwa klubu AZ Alkmaar i ostatecznie podpisał z tym klubem kontrakt. Z AZ początkowo nie osiągał znaczących sukcesów, ale przełom nastąpił w sezonie 2004/2005, gdy zespół pod wodzą Co Adriaanse i z Olafem w składzie awansował do półfinału Pucharu UEFA, skąd odpadł ze Sportingiem wskutek gorszego bilansu bramek zdobytych na wyjeździe. Przez 5,5 roku spędzonego w Alkmaarze Lindenbergh rozegrał ponad 130 meczów i strzelił 8 goli.
Latem 2005 Lindenbergha zapragnął mieć w swojej drużynie trener Ajaksu Amsterdam, Danny Blind. Lindenbergh niedługo potem podpisał kontrakt, a Ajax zapłacił za niego 2 miliony euro. W stołecznym klubie Lindenbergh zadebiutował 10 września w wygranym 2:0 wyjazdowym meczu z Willem II Tilburg. Przez cały sezon rozegrał jednak tylko 18 ligowych meczów i częściej był rezerwowym lub leczył kontuzje. W sezonie 2006/2007 zagrał z Ajaksem w Lidze Mistrzów, a po odpadnięciu z tego pucharu, w Pucharze UEFA. Wywalczył też wicemistrzostwo oraz zdobył Puchar Holandii.
W latach 2007–2008 Lindenbergh grał w Sparcie Rotterdam, a w sezonie 2008/2009 w trzecioligowym Purmersteijn. W sezonie 2009/2010 grał w AGOVV Apeldoorn, a następnie przeszedł do FC Volendam.
| Sezon   | Klub             | Kraj     | Rozgrywki      | Mecze | Bramki |
| ------- | ---------------- | -------- | -------------- | ----- | ------ |
| 1994/95 | De Graafschap    | Holandia | Eerstedivisie  | 21    | 2      |
| 1995/96 | De Graafschap    | Holandia | Eredivisie     | 30    | 0      |
| 1996/97 | De Graafschap    | Holandia | Eredivisie     | 33    | 0      |
| 1997/98 | De Graafschap    | Holandia | Eredivisie     | 33    | 1      |
| 1998/99 | De Graafschap    | Holandia | Eredivisie     | 25    | 1      |
| 1999/00 | De Graafschap    | Holandia | Eredivisie     | 15    | 0      |
| 1999/00 | AZ Alkmaar       | Holandia | Eredivisie     | 17    | 2      |
| 2000/01 | AZ Alkmaar       | Holandia | Eredivisie     | 8     | 0      |
| 2001/02 | AZ Alkmaar       | Holandia | Eredivisie     | 28    | 0      |
| 2002/03 | AZ Alkmaar       | Holandia | Eredivisie     | 32    | 0      |
| 2003/04 | AZ Alkmaar       | Holandia | Eredivisie     | 29    | 1      |
| 2004/05 | AZ Alkmaar       | Holandia | Eredivisie     | 23    | 5      |
| 2005/06 | AFC Ajax         | Holandia | Eredivisie     | 18    | 0      |
| 2006/07 | AFC Ajax         | Holandia | Eredivisie     | 12    | 0      |
| 2007/08 | Sparta Rotterdam | Holandia | Eredivisie     | 18    | 0      |
| 2008/09 | Purmersteijn     | Holandia | III. liga      | 25    | 17     |
| 2009/10 | AGOVV Apeldoorn  | Holandia | Eerste Divisie | 33    | 1      |
| 2010/11 | FC Volendam      | Holandia | Eerste Divisie |       |        |

## Kariera reprezentacyjna
Lindenbergh w swojej karierze grał w reprezentacji Holandii U-21.